# Atletica leggera ai Giochi della XVII Olimpiade - Maratona

Video della gara (film ufficiale dei Giochi)

La competizione della maratona di atletica leggera ai Giochi della XVII Olimpiade si è disputata il giorno 10 settembre 1960 a Roma.
Gli organizzatori fissano l'arrivo lungo la Via Appia, nei pressi dell'Arco di Costantino. È la prima volta dal 1896 che la maratona olimpica maschile non inizia o termina nello stadio olimpico.

## Percorso
Il percorso della maratona dei Giochi della XVII Olimpiade, per la distanza totale classica di 42,192 chilometri, fu il seguente:
- Scalinata del Campidoglio (partenza);
- Via dei Fori Imperiali;
- Via dei Trionfi;
- Via delle Terme di Caracalla;
- Viale Cristoforo Colombo (fino a 2,5 chilometri oltre il Grande Raccordo Anulare e ritorno fino al G.R.A.);
- Grande Raccordo Anulare;
- Via Appia Antica;
- Piazzale Numa Pompilio;
- Viale delle Terme di Caracalla;
- Via dei Trionfi;
- Arco di Constantino (arrivo).

## Allestimenti per gli spettatori e per la stampa
L'impianto provvisorio di via dei Trionfi fu realizzato appositamente per la competizione. Sul rettilineo finale del percorso, in via dei Trionfi che conduce all'arco di Costantino, vennero realizzate ai lati della strada tribune provvisorie per una capienza di 12 000 spettatori. All'arrivo furono invece installate delle tribune per la stampa con venti cabine telefoniche, una sala telescrivente e punti radiotelevisivi. Vi furono inoltre due grandi tende di pronto soccorso, un bagno mobile e servizi igienici. Tutta la zone venne transennata e sottoposta a controllo.

## Risultato finale
Il favorito è il sovietico Popov. Rimangono tutti nel gruppo fino al 15º chilometro. Poi l'etiope Abebe e il marocchino Abdesselem accelerano e si staccano. Neanche Popov riesce a reggere il loro ritmo. Corrono affiancati per altri 25 km. Quando mancano due chilometri all'arrivo Abebe, accorgendosi che il passo del rivale si fa pesante, scatta di nuovo e prende il largo. Vince con il nuovo record olimpico. Il campione uscente Mimoun giunge 34º.
Abebe (questo è il suo cognome, mentre Bikila è il nome) è solo alla sua terza maratona. Fa sensazione il suo arrivo scalzo al traguardo. L'etiope aveva comprato un paio di scarpe nuove poco prima dei Giochi che usò per la prima volta nella competizione olimpica. Durante la gara gli avevano procurato delle vesciche, per cui aveva deciso di togliersele e di continuare senza calzature: su questo episodio però si creò la leggenda romantica di "corridore scalzo".
| Pos.    | Atleta                      | Età | Nazione          | Tempo     |
| ------- | --------------------------- | --- | ---------------- | --------- |
| Oro     | Bikila Abebe                | 28  | Etiopia          | 2h15'16"2 |
| Argento | Rhadi Ben Abdesselam        | 31  | Marocco          | 2h15'41"6 |
| Bronzo  | Arthur Barrington Magee     | 26  | Nuova Zelanda    | 2h17'18"2 |
| 4       | Konstantin Vorobjov         | 29  | Unione Sovietica | 2h19'09"6 |
| 5       | Sergey Popov                | 29  | Unione Sovietica | 2h19'18"8 |
| 6       | Thyge Thøgersen             | 33  | Danimarca        | 2h21'03"4 |
| 7       | Abebe Wakgira               | 38  | Etiopia          | 2h21'09"4 |
| 8       | Bakir Ben Aissa             | 29  | Marocco          | 2h21'21"4 |
| 9       | Osvaldo Suárez              | 26  | Argentina        | 2h21'26"6 |
| 10      | Franjo Škrinjar             | 40  | Jugoslavia       | 2h21'40"2 |
| 11      | Nikolaj Rumjantsev (atleta) | 30  | Unione Sovietica | 2h21'49"4 |
| 12      | Franjo Mihalić              | 40  | Jugoslavia       | 2h21'52"6 |
| 13      | Keith James                 | 25  | Sudafrica        | 2h22'58"6 |
| 14      | Pavel Kantorek              | 30  | Cecoslovacchia   | 2h22'59"8 |
| 15      | Gumersindo Gómez            | 31  | Argentina        | 2h23'00"0 |
| 16      | Denis O'Gorman              | 32  | Gran Bretagna    | 2h24'16"2 |
| 17      | Miguel Navarro Palos        | 30  | Spagna           | 2h24'17"4 |
| 18      | Jeffrey Lynn Julian         | 24  | Nuova Zelanda    | 2h24'50"6 |
| 19      | Johnny Kelley               | 29  | Stati Uniti      | 2h24'58"0 |
| 20      | Lee Chang-Hun               | 25  | Corea del Sud    | 2h25'02"2 |
| 21      | Arnold Vaide                | 34  | Svezia           | 2h25'40"2 |
| 22      | Gerald McIntyre             | 31  | Irlanda          | 2h26'03"0 |
| 23      | Olavi Manninen              | 32  | Finlandia        | 2h26'33"0 |
| 24      | Eino Oksanen                | 29  | Finlandia        | 2h26'38"0 |
| 25      | Arthur Keily                | 39  | Gran Bretagna    | 2h27'00"0 |
| 26      | Tor Torgersen               | 32  | Norvegia         | 2h27'30"0 |
| 27      | Myitung Naw                 | 26  | Birmania         | 2h28'17"0 |
| 28      | Bruno Bartholome            | 33  | Germania         | 2h28'39"0 |
| 29      | Brian Kilby                 | 22  | Gran Bretagna    | 2h28'55"0 |
| 30      | Alexander Breckenridge      | 28  | Stati Uniti      | 2h29'38"0 |
| 31      | Kurao Hiroshima             | 31  | Giappone         | 2h29'40"0 |
| 32      | Kazumi Watanabe             | 24  | Giappone         | 2h29'45"0 |
| 33      | Juan Silva                  | 30  | Cile             | 2h31'18"0 |
| 34      | Alain Mimoun                | 39  | Francia          | 2h31'20"0 |
| 35      | Paul Genève                 | 35  | Francia          | 2h31'20"0 |
| 36      | Franciscus Künen            | 30  | Paesi Bassi      | 2h31'25"0 |
| 37      | Francesco Perrone           | 29  | Italia           | 2h31'32"0 |
| 38      | Silvio De Florentiis        | 25  | Italia           | 2h31'54"0 |
| 39      | Linus Diaz                  | 26  | Ceylon           | 2h32'12"0 |
| 40      | Lal Chand                   | 32  | India            | 2h32'13"0 |
| 41      | Johannes Lauridsen          | 29  | Danimarca        | 2h32'32"0 |
| 42      | William Dunne               | 26  | Irlanda          | 2h33'08"0 |
| 43      | Ian Sinfield                | 25  | Australia        | 2h34'16"0 |
| 44      | Arthur Wittwer              | 32  | Svizzera         | 2h34'42"2 |
| 45      | Jagmal Singh                | 37  | India            | 2h35'01"0 |
| 46      | Nobuyoshi Sadanaga          | 31  | Giappone         | 2h35'11"0 |
| 47      | Lee Sang-Cheol              | 24  | Corea del Sud    | 2h35'14"0 |
| 48      | Gordon McKenzie             | 33  | Stati Uniti      | 2h35'16"0 |
| 49      | Ahmed Labidi                | 38  | Tunisia          | 2h35'43"0 |
| 50      | Walter Lemos                | 30  | Argentina        | 2h36'55"0 |
| 51      | Raymond Puckett             | 24  | Nuova Zelanda    | 2h37'36"0 |
| 52      | Adolf Gruber                | 40  | Austria          | 2h37'40"0 |
| 53      | Antti Viskari               | 32  | Finlandia        | 2h38'06"0 |
| 54      | Allan Lawrence              | 30  | Australia        | 2h38'46"0 |
| 55      | Gord Dickson                | 28  | Canada           | 2h38'46"0 |
| 56      | Lothar Beckert              | 29  | Germania         | 2h40'10"0 |
| 57      | Günter Havenstein           | 31  | Germania         | 2h41'14"0 |
| 58      | Evert Nyberg                | 35  | Svezia           | 2h42'59"0 |
| 59      | Kanuti Sum                  |     | Kenya            | 2h46'55"2 |
| 60      | Ranjit Bhatia               | 24  | India            | 2h57'06"0 |
| 61      | Allah Saoudi                |     | Marocco          | 2h59'41"0 |
| 62      | Alifu Massaquoi             | 23  | Liberia          | 3:43'18"0 |
| -       | Hédi Dhaoui                 | 25  | Tunisia          | Ritirato  |
| -       | Vito Di Terlizzi            | 30  | Italia           | Rit.      |
| -       | Mouldi Essalhi              | 28  | Tunisia          | Rit.      |
| -       | Gerhart Hecker              | 26  | Ungheria         | Rit.      |
| -       | Kim Yeon-Beom               | 25  | Corea del Sud    | Rit.      |
| -       | Albert John Messitt         | 29  | Irlanda          | Rit.      |
| -       | Aurèle Vandendriessche      | 28  | Belgio           | Rit.      |